# Pèndol esfèric

Pèndol esfèric animat.

El pèndol esfèric és una variant del pèndol simple en el qual el moviment de la massa pendular està confinat al segment esfèric delimitat entre dues paral·leles. En conseqüència, és un sistema amb dos graus de llibertat.

## Fonament teòric
Hi ha dos integrals o constants de moviment: l'energia E i la component del moment angular paral·lela a l'eix vertical M  z . La funció lagrangiana ve donada per:

{\displaystyle L={\frac {1}{2}}ml^{2}({\dot {\theta }}^{2}{\dot {\phi }}^{2}\sin ^{2}\theta )mgl\cos \theta }

on {\displaystyle \phi } és l'angle polar i {\displaystyle \theta } és l'angle que forma el fil o barra del pèndol amb la vertical. Les equacions de moviment, obtingudes introduint el lagrangià anterior en les equacions d'Euler-Lagrange són:

{\displaystyle {\begin{matrix}{\cfrac {d}{dt}}{\cfrac {\partial l}{\partial {\dot {\theta }}}}-{\cfrac {\partial l}{\partial \theta }}=0&\Rightarrow &l{\ddot {\theta }}-l{\dot {\phi }}^{2}\sin \theta \cos \theta g\sin \theta =0\\\\{\cfrac {d}{dt}}{\cfrac {\partial l}{\partial {\dot {\phi }}}}-{\cfrac {\partial l}{\partial \phi }}=0&\Rightarrow &{\cfrac {d}{dt}}(ml^{2}{\dot {\phi }}\sin ^{2}\theta )=0\end{matrix}}}

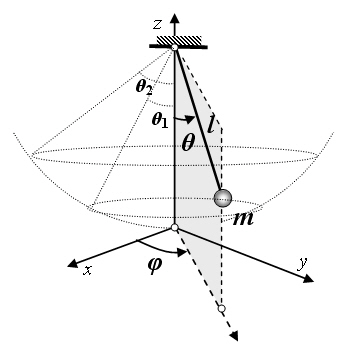
Diagrama il·lustratiu del pèndol esfèric.

La segona equació expressa la constància de la component Z del moment angular i porta a la relació entre la velocitat de gir polar i el moment angular

{\displaystyle {\dot {\phi }}={\frac {M_{z}}{ml^{2}\sin ^{2}\theta }}}

Així, podem reescriure la lagrangiana com:

{\displaystyle L=K({\dot {\theta }})O_{ef}(\theta )={\frac {1}{2}}ml^{2}{\dot {\theta }}^{2}{\frac {M_{z}^{2}}{2ml^{2}\sin ^{2}\theta }}-mgl\cos \theta }

de manera que el problema queda reduït a un problema unidimensional.

### Període
El moviment d'un pèndol esfèric en general no és diari, ja que resulta de la combinació de dos moviments periòdics de períodes generalment incommensurables. No obstant això el moviment és quasiperiòdic, és a dir, observades una posició i una velocitat en el moviment, hi ha un temps T tal que el pèndol estarà a una distància tan petita com es vulgui d'aquesta posició i tindrà una velocitat tan semblant com es vulgui, però sense repetir exactament. Atès que la regió de moviment és compacta, el conjunt de punts de la trajectòria d'un pèndol esfèric constitueix un conjunt dens sobre una àrea esfèrica compresa entre dos casquets esfèrics.

### Solució de l'equació de moviment
Les equacions de moviment poden expressar-se en termes d'integrals el·líptiques de primera espècie i tercera espècie:

{\displaystyle t={\sqrt {\frac {ml^{2}}{2}}}\int {\frac {d\theta }{\sqrt {E-O_{ef}(\theta )}}}\qquad \phi ={\frac {M_{z}}{l{\sqrt {2m}}}}\int {\frac {d\theta }{\sin ^{2}\theta {\sqrt {E-O_{ef}(\theta )}}}}}